# Sibnica (gmina Blace)
Sibnica (cyr. Сибница) – wieś w Serbii, w okręgu toplickim, w gminie Blace. W 2011 roku liczyła 367 mieszkańców.